# Kilcock
Kilcock (Irsk: Cill Choca) er en irsk by i County Kildare i provinsen Leinster, i den centrale del af Republikken Irland med en befolkning (inkl. opland) på 4.100 indb i 2006 (2.740 i 2002)